# Фынцин
Фынци́н или Фэнци́н (кит. упр. 凤庆, пиньинь Fèngqìng) — уезд городского округа Линьцан провинции Юньнань (КНР).

## История
После завоевания государства Дали монголами и вхождения этих мест в состав империи Юань здесь в 1328 году была создана Шуньнинская непосредственно управляемая область (顺宁直隶府). После завоевания юньнаньских земель войсками империи Мин непосредственно управляемая область была в 1382 году понижена в статусе, став Шуньнинской областью (顺宁州) Далиской управы (大理府). В 1384 году область сама была поднята в статусе до управы, став Шуньнинской управой (顺宁府). Во времена империи Цин в 1770 году для администрировании территории, на которой размещались власти управы, был создан уезд Шуньнин (顺宁县). После Синьхайской революции в Китае была проведена реформа структуры административного деления, в ходе которой управы были упразднены.
После вхождения провинции Юньнань в состав КНР в 1950 году был образован Специальный район Дали (大理专区), и уезд вошёл в его состав. 
Решением Народного правительства провинции Юньнань от 26 августа 1954 года уезд Шуньнин был переименован в Фэнцин.
В 1956 году Специальный район Дали был упразднён, и уезд Фэнцин перешёл в состав Специального района Линьцан (临沧专区).
В феврале 1959 года уезды Юньсянь и Фэнцин были объединены в уезд Юньфэн (云凤县), но уже в октябре 1959 года они были воссозданы в прежних границах.
В 1970 году Специальный район Линьцан был переименован в Округ Линьцан (临沧地区).
В 2003 году округ Линьцан был преобразован в городской округ.

## Административное деление
Уезд делится на 8 посёлков, 2 волости и 3 национальные волости.